# Hatem Aqel
Hatem Aqel (en árabe: حاتم محمد يوسف عقل‎; Amán, Jordania; 20 de junio de 1978) es un exfutbolista de Jordania que jugaba en la posición de defensa.

## Carrera

### Club
| Periodo   | Club               |
| --------- | ------------------ |
| 1997–2012 | Al-Faisaly Amman   |
| 2009–2011 | → Al-Raed (cedido) |
| 2012      | Al-Arabi Club      |
| 2012–2013 | Al-Faisaly Amman   |
| 2013–2017 | That Ras           |

### Selección nacional
Jugó para Jordania en 105 ocasiones de 1998 a 2014 y anotó nueve goles; participó en dos ediciones de la Copa Asiática, la Copa de Naciones Árabe 2002, los Juegos Panarábicos de 1999 y en seis ediciones del Campeonato de la WAFF.

## Logros
- Liga Premier de Jordania  1999, 2000, 2001, 2002–03, 2003–04, 2011–12
- Copa de Jordania  1998, 1999, 2001, 2002–03, 2003–04, 2004–05, 2007–08, 2011–12, 2013
- Copa FA Shield de Jordania  1997, 2000, 2009
- Supercopa de Jordania  2002, 2004, 2006, 2012
- Copa AFC  2005, 2006

## Estadísticas

### Goles con selección nacional
| # | Fecha      | Sede     | Rival         | Resultado | Torneo                                               |
| - | ---------- | -------- | ------------- | --------- | ---------------------------------------------------- |
| 1 | 16-12-2002 | Kuwait   | Palestina     | 1-1       | Copa de Naciones Árabe 2002                          |
| 2 | 17-10-2003 | Amán     | Líbano        | 1-0       | Clasificación para la Copa Asiática 2004             |
| 3 | 18-2-2004  | Amán     | Laos          | 5-0       | Clasificación para la Copa Mundial de Fútbol de 2006 |
| 4 | 18-8-2004  | Amán     | Azerbaiyán    | 1-1       | Amistoso                                             |
| 5 | 14-2-2006  | Amán     | Kazajistán    | 2-0       | Amistoso                                             |
| 6 | 22-2-2006  | Amán     | Pakistán      | 3-0       | Clasificación para la Copa Asiática 2007             |
| 7 | 28-1-2009  | Singapur | Singapur      | 1-2       | Clasificación para la Copa Asiática 2011             |
| 8 | 9-9-2009   | Amán     | Nueva Zelanda | 1-3       | Amistoso                                             |
| 9 | 28-10-2013 | Amán     | Nigeria       | 1-0       | Amistoso                                             |